# Айтона, Франсиско де Монкада
Франсиско де Монкада-и-Монкада (исп. Francisco de Moncada y Moncada; 29 декабря 1586, Валенсия — 17 августа 1635, Гох (Рейнланд), 3-й маркиз де Айтона — испанский дипломат, военачальник, государственный деятель и историк.

## Биография
Сын Гастона де Монкады, 2-го маркиза Айтоны, и Каталины де Монкада, баронессы де Кальоса и Таберна.
11-й граф де Осона, 6-й граф де Мармилья, виконт де Кабрера, Бас и Вильямур, барон де Антильон, Серос, Мекиненса, Сосес, Кальоса и Тарбена, 6-й барон де Льягостера, казначей Каталонии.
Получил хорошее образование, особенно преуспев в латыни и греческом. В юности поступил на военную службу.
В январе 1622 был направлен в Брюссель с соболезнованиями инфанте Изабелле в связи с кончиной эрцгерцога Альбрехта. Неофициальной частью миссии Франсиско де Монкады, носившего в то время титул графа де Осона, было ознакомление с положением в Пфальце, а также инспекция крепостей и гарнизонов. К этому времени Двенадцатилетнее перемирие закончилось, военные действия в Нидерландах возобновились, и первому министру графу-герцогу Оливаресу требовалась свежая информация. С командующим Спинолой у Монкады произошел спор из-за разграничения полномочий. После восьмимесячного пребывания в Нидерландах Франсиско вернулся в Мадрид.
В 1623 году был направлен в Каталонию для разрешения конфликтов, возникших из-за назначения вице-королем епископа Барселоны Хуана де Сентиса.
Семья Монкада пользовалась значительным доверием Оливареса, и в следующем году Франсиско был назначен послом при Венском дворе, на смену графу Оньяте. Его основной задачей было получение военной помощи от императора. В короткое время он добился уважения Фердинанда II и его министров. В ноябре 1627 участвовал в церемонии коронации Фердинанда III королем Богемии. Испания, которая вела военные действия в Италии, Германии, Нидерландах и Индиях, жалования своим послам не платила. Монкада, унаследовавший в 1626 году титул маркиза Айтоны, неоднократно просил освободить его от должности, ссылаясь на то, что не имеет достаточных средств для оплаты представительских расходов.
В сентябре 1629 он добился отставки, и собирался отправиться в Италию, когда получил с курьером предписание ехать в Нидерланды на смену королевскому послу при Брюссельском дворе кардиналу де ла Куэве, которого фактически переводили послом в Рим. 11 ноября Айтона прибыл в Брюссель.
Задачи испанского посла при дворе инфанты состояли в том, чтобы давать правительнице советы, информировать короля и его министров о положении в Нидерландах, осуществлять определенное руководство испанцами, выполнявшими в этих провинциях гражданские или военные функции, надзирать за использованием денежных средств, посылаемых с Полуострова; эта должность, по замечанию Гашара, "требовала деятельности, знания людей и мира, мудрости, твердости в сочетании с умеренностью".
Уже в самом начале своей миссии Айтона представил Оливаресу необходимость предоставления бельгийцам больших возможностей для участия в управлении их страной:

Нет другого способа придать верное направление делам королевской службы, чем доверить националам спасение их родины и религии, и я не знаю, как мы сможем сохранить преданность этих провинций Вашему Величеству, показывая недоверие к людям этой страны и не допуская их участия в управлении. Тогда даже пусть у Вашего Величества будет могущественная армия и деньги, которыми Испания регулярно бы снабжала, я расцениваю, как крайне губительное, пренебрежение этими людьми, которых Франция, Голландия, Англия подстрекают изгнать нас, и которым предлагают свое в этом содействие.— Gachard, coll. 579—580
Если бы этот совет был услышан, испанские власти, возможно, смогли бы избежать политического кризиса и так называемого «заговора знати».
Кроме этого, маркиз советовал двору вернуть в Нидерланды Спинолу, после отъезда которого испанцы начали терпеть поражения, или, хотя бы сосредоточить командование в руках нескольких заслуженных генералов, Наконец, он представил графу-герцогу пагубные последствия существовавшей системы управления, при которой генералы и министры были вынуждены по всякому поводу дожидаться указаний из Мадрида, при том, что ждать приходилось от шести недель до двух месяцев, а успех зависел от принятия немедленных решений. Айтона предлагал перевести Совет Фландрии из Мадрида в Нидерланды.
Покидая Нидерланды, Спинола сохранил командование морскими силами Фландрии. В марте 1630 король поручил Айтоне замещать на этом посту Спинолу, а когда тот умер через несколько месяцев, маркиз окончательно занял вакантную должность. В собственноручной записке король обещал дать семье Монкада достоинство грандов Испании при ближайшем общем пожаловании. Это произошло в 1640 году, уже после смерти маркиза. За то время, что Айтона формально руководил морскими силами, испанский флот под командованием графа фон Нассау потерпел тяжелое поражение в сражении в проливе Слак.
В 1632 году испанскому оружию был нанесен новый тяжелый удар: маркиз де Санта-Крус, которому годом ранее король поручил командование испанскими войсками в Нидерландах, не смог помешать принцу Оранскому взять Маастрихт (22 августа), после того, как измена Хендрика ван Берга открыла голландцам ворота Рурмонда и Венло. Недовольство некомпетентностью испанского генерала было всеобщим, и тот сам просил об отставке. Король назначил на его место маркиза де Айтону, сохранившего при этом должность посла. От поста генерал-капитана морских сил Фландрии ему все же пришлось отказаться.
Айтона вначале выказывал нежелание руководить военными операциями, ссылаясь на недостаток армейского опыта, но затем изменил свои взгляды и в письме Оливаресу предлагал свою кандидатуру на должность командующего армией, формировавшейся в Пфальце, в случае если Гонсало де Кордова и другие генералы откажутся ее возглавить.
Зиму 1632 года он использовал для усиления армии рекрутами, набранными в Бургундии, Ирландии и Нидерландах, привел в порядок артиллерию, отремонтировал кавалерию, сформировал магазины и выплатил двойное жалование войскам, давно не получавшим денег.
Перед началом кампании он полагал необходимым, и инфанта Изабелла разделяла его мнение, обеспечить безопасность крепости Бушен, губернатора которой Жоржа де Каронделе, сеньора де Нуайеля, подозревали в намерении сдать ее французам, с которыми он вступил в тайные сношения. Вызванный принцессой в Брюссель, он под разными предлогами уклонялся от поездки, что вызвало еще большие подозрения.
Сделав все приготовления тайно и с возможной быстротой, Айтона 5 апреля приказал генеральному комиссару кавалерии Педро де Бараньяно Агирре занять все дороги, по которым Каронделе мог бы получить помощь из Франции, одновременно к Бушену двинулся отряд пехоты под командованием заместителя генерал-кампмейстера Жана де Гаре. Из соседних гарнизонов также были стянуты войска. Прибыв в Валансьен, Айтона от имени правительницы потребовал у Каронделе впустить в город подкрепления. Тому пришлось подчиниться, и в Бушен вошли две сотни валлонов из полка Рибокура и сотня испанцев. В тот же день, 6 апреля, маркиз посетил Бушен, и вечером уехал в Камбре.
Через два дня из перехваченных писем стало известно, что губернатор Бушена продолжает поддерживать связи с французами. Маркиз приказал сержант-майору Апельману из полка Рибокура арестовать Каронделе. Когда за ним явились, губернатор пришел в такую ярость, что, выхватив нож, смертельно ранил Апельмана, затем так же убил его адъютанта и капитана, который сопровождал своего начальника, потом выстрелом из пистолета прикончил солдата, бывшего с ними. На шум прибежал офицер с несколькими солдатами. Один из них выстрелил, но пуля попала губернатору в плащ, тогда другой уложил изменника на месте ударом приклада своего мушкета. Айтона назначил новым губернатором виконта д'Альпана, кампмейстера валлонского полка, и 10 апреля вернулся в Брюссель.
30 апреля, получив известие, что принц Оранский выступил из Гааги, маркиз направился к войскам. У Лира, между Антверпеном и Мехеленом, было собрано 12 000 пехоты, 3000 кавалерии, 18 орудий и 400 повозок со снаряжением. Оранский располагал значительно большими силами, и планировал осадить Райнберг, блокировать Гельдерн и вторгнуться во Фландрию. После совещания с командным составом, на котором мнения разделились, и одни предлагали идти на помощь Рейнбергу, а другие — осадить какую-нибудь из вражеских крепостей, Айтона выбрал первое, и 15 мая двинулся к Маасу, который пересек у Мазейка.
Он вступил в Стевенсверт, который укрепил, усилил гарнизон Гельдерна и занял замок Монтфорт, но в это время губернатор Райнберга капитулировал (3 июня). Остаток кампании армии маневрировали, и Айтоне удавалось разрушить планы принца, хотя тот и получил в качестве подкрепления четырехтысячный отряд шведской кавалерии. Во Фландрии испанцы потеряли форт Филиппину, захваченный графом Вильгельмом фон Нассау, лейтенантом принца Оранского; форт Святой Анны также был взят голландцами, но граф де Фонтен его отбил. С приближением зимы кампания закончилась.
1 декабря 1633 умерла инфанта Изабелла. Маркиз де Айтона еще в марте 1630 получил от короля запечатанный пакет, вскрыть который полагалось только в случае угрозы жизни принцессы. Там содержалось распоряжение о передаче политической власти в Нидерландах коллегии в составе Айтоны, герцога ван Арсхота, архиепископа Мехеленского, дона Карлоса Колома, маркиза де Фуэнтеса и графа де Ферия. Айтона огласил документ на Госсовете. Новые правители, за исключением Арсхота, находившегося в Испании, немедленно приступили к исполнению своих обязанностей, но уже 30 декабря Айтона, сохранивший пост главнокомандующего, новым королевским распоряжением был назначен наместником, генерал-капитаном и губернатором Нидерландов и Франш-Конте до прибытия кардинала-инфанта. Назначение было подтверждено патентами от 24 января 1634.
После получения доноса о заговоре бельгийской знати Филипп IV приказал арестовать находившегося при его дворе Арсхота, а Айтоне было поручено схватить принцев Эпинуа и Барбансона, и графа де Энена. Взять удалось только Барбансона, двое других были вовремя предупреждены и бежали во Францию. Через два дня, 29 апреля наместник опубликовал манифест, который должен был успокоить население.
Желая покрыть свое правление славой, Айтона вознамерился отвоевать Маастрихт. Пока он собирал войска для похода, от короля пришло распоряжение о роспуске Генеральных штатов. Айтона не мог покинуть армию, поэтому направил к Штатам своего распорядителя Веррейкена. Собрание выразило готовность подчиниться королевскому приказу, и 10 июля прекратило работу. В тот же день Айтона осадил Маастрихт. Он разделил армию на четыре корпуса, под командованием герцога Лермы, графа Иоганна фон Нассау, маркиза де Леде и барона де Балансона. Принц Оранский, осведомленный о планах противника, ввел в город отряд из 4500 человек пехоты и 15 рот кавалерии под командованием герцога де Буйона.
Чтобы наверняка сорвать планы испанцев, Оранский сделал вид, что собирается осадить Бреду, и 3 сентября появился под ее стенами с внушительными силами. Айтона немедленно с большей частью войск выступил для снятия осады Бреды, и Фридрих Генрих сразу же отступил.
8 сентября маркиз триумфально вступил в город. Чтобы запечатлеть то, что ему казалось большой победой, в веках, он приказал поместить в главной церкви камень с надписью, которая сообщала, «что этот город, некогда завоеванный доблестью Спинолы, был освобожден от осады при приближении маркиза де Айтоны, и одним лишь страхом его имени». Он даже выбил медаль в свою честь. Между тем, пользуясь уходом значительной части войск противника, голландцы дополнительно снабдили Маастрихт припасами, и испанцам пришлось снять осаду, ограничившись наблюдением за маневрами принца Оранского, пока не пришло время расходиться на зимние квартиры.
Узнав, что кардинал-инфант находится в нескольких днях пути от границы, Айтона 15 октября выехал из Брюсселя с большой свитой, и 21-го встретил нового наместника в Юлихе. Король еще в ноябре 1632 определил для Айтоны должность старшего майордома при своем брате, и маркиз приступил к исполнению обязанностей, сохранив пост главнокомандующего.
2 апреля 1635, получив известие, что испанцы внезапным ударом взяли Трир, кардинал-инфант направил туда Айтону с подкреплениями. Проезжая Люксембург, маркиз встретился с пленным курфюрстом. Прибыв в Трир, он провел инспекцию укреплений, и приказал возвести три новых форта: один за Мозелем, два других в верхнем и нижнем городе. 20 апреля он вернулся в Брюссель.
В следующем месяце сопровождал кардинала-инфанта, ставшего во главе армии, чтобы помешать французам и голландцам вторгнуться в Брабант, затем последовал за наместником в область Клеве. 11 августа в лагере у Гоха маркиза свалила злокачественная лихорадка, от которой он умер через шесть дней.

## Сочинения
В молодости, до того как полностью посвятить себя государственной службе, Монкада написал несколько исторических сочинений, в том числе известную работу о византийской экспедиции альмогаваров.
- Expedición de los catalanes y aragoneses contra turcos y griegos (Экспедиция каталонцев и арагонцев против турок и греков), Barcelona, 1623 (Madrid, Antonio Sancha, 1777, 1805; París, 1828, 1840 в составе сборника «Tesoro de los historiadores españoles»; Barcelona, 1842; Madrid, 1860; Barcelona, 1864; Madrid, 1877, 1882, 1924, Madrid: Espasa-Calpe, 1954)
- Vida de Anicio Manlio Torquato Severino Boecio (Жизнь Аниция Манлия Торквата Северина Боэция). Francfurt: Gasparum Rötelium, 1642
- Генеалогия дома Монкада. Включена Пьером де Марка в его «Историю Беарна» (Pierre de Marca, Histoire de Béarn. Paris, 1640)

В Королевской библиотеке в Брюсселе хранятся два сборника писем маркиза Айтоны: один содержит письма Оливаресу в бытность маркиза послом в Вене и Брюсселе, другой — письма Филиппу IV за период с момента прибытия маркиза в Брюссель до конца 1633 года.

## Семья
1-я жена (1610): Маргарита д'Алаго-Эспес и де Сервельо Кастро (ум. 1624), маркиза де ла Пуэбла де Кастро, бароннесса де Альфахарин, дочь и наследница Марсина д'Алаго-Эспеса, маркиза де ла Пуэбла де Кастро, барона де Альфахарин, и Стефанетты де Сервельо Кастро
Дети:
- Каталина (21.08.1611 — 1660). Муж: Луис Гильермо де Монкада Арагон (1614—1672), 7-й герцог де Монтальто, 5-й князь ди Патерно
- Мария Магдалена (? — ?)
- Эстефания (1614 — ?). Муж Хоакин де Сентельес и Калатаюд (? — 1675), маркиз де Куирра
- Гастон (р. 1614, ум. ребенком)
- Гильен Рамон (1615—17.03.1670), 4-й маркиз де Айтона. Жена (1644): Ана де Сильва Португаль и Корелья (? — 1680), дочь Диего де Сильвы, маркиза де Орани, и Лукреции Руис де Корельи
- Беренгер (? — ?)
- Элисенда (? — ?)
- Маргарита (1620 — ?)

2-я жена (1630): Менсия де Гусман, графиня де Вильяверде